# Gotham Records (Rocklabel)
Gotham Records  ist ein Independent-Label, das sich hauptsächlich auf Rockmusik spezialisiert hat. Es wurde 1994 von Patrick Arn in New York gegründet. Inzwischen befindet sich der Sitz des Labels in Santa Monica/Kalifornien. Heute stehen 19 teilweise bekannte Bands bei dem Label unter Vertrag.

## Bands
- Chiba-Ken (bis 2009)
- Liquid Gang
- Red Horizon
- The Loose Nuts
- Vicious Martinis
- Mike Rocket
- The Day After…
- Slant
- Tony Justice
- Booda Velvets
- Agatha Crawl
- Fear the Clown
- Flybanger
- Love Huskies
- Midline
- Supafuzz
- Rip Dizzy
- Scar'd Sanity
- Tom Gillam

## Erfolge (Beispiele)
Manche Veröffentlichungen waren sehr erfolgreich. So erhielten die Bands
Liquid Gang und Flybanger Plattenverträge von Atlantic Records und Columbia Records. The Loose Nutz wurden kurz nach der Veröffentlichung The Wishen eine Einladung für die Vans Warped Tour. Wishen ist die erste Veröffentlichung des Labels, die eine Goldene Schallplatte erhielt.

## Weiteres
In New York gab es ein gleichnamiges Label, dass sich auf Rhythm and Blues, sowie Gospelmusik spezialisiert hat.